# Усть-Тула
Усть-Тула (рос. Усть-Тула) — присілок у Болотнинському районі Новосибірської області Російської Федерації.
Входить до складу муніципального утворення Новобібеєвська сільрада. Населення становить 1 особа (2010).

## Історія
Згідно із законом від 2 червня 2004 року органом місцевого самоврядування є Новобібеєвська сільрада.

## Населення
| 2002 | 2007 | 2010 |
| ---- | ---- | ---- |
| 10   | ↘2   | ↘1   |